# Soup's On
 Soup's On és una pel·lícula de dibuixos animats de la sèrie de l'Ànec Donald produït per Walt Disney per a RKO Pictures, estrenada el 1948.

## Argument
Donald ha acabat de cuinar un gall dindi i crida els seus nebots, que juguen als indis salvatges, a taula. El problema és que continuen comportant-se com a salvatges a taula...

## Comentaris
La pel·lícula comprèn la cançó Zip-a-Dee-Doo-Dah extreta del llargmetratge Melodia Del Sud (1946).